# Миле Ћук
Миле Ћук је измишљени лик који се појављује у хрватској ТВ-серији „Дар-мар“. Лик тумачи Милан Штрљић. Миле Ћук је пензионисани командир полицијске испоставе Дизмово и након пензионисања приватни детектив. Његов сан у првој сезони серије је да "поново постане командир полицијске испоставе" и да се поново врати у службу. 

## Личност
Миле Ћук у првој сезони серије је предствљен као пензионисани командир полицијске испоставе Дизмово, који и даље врши полицијске патроле местом у полицијској униформи. Он живи са сестрином децом Саром Микулић Секом (Миа Аночић Валентић) и Зораном Микулићем Зокијем (Марко Браић) чији родитељи Иванка Микулић (Еција Ојданић) и Илија Микулић (Стојан Матавуљ) живе у Немачкој као гастарбајтери. Миле током прве сезоне серије сматра своје колеге полицајце неспособним за посао и стално им говори шта треба да раде, а шта да не раде. Нова командирка полиције Божена Бајић (Ксенија Пајић) толерише Милино понашање, јер се и њој исто ближи пензија. Миле током серије доводи у ред све мештане са својим понашањем. Увек истиче да воли да се држи закона и да је једини прави полицајац у месту. У младости је имао љубавну авантуру са Бернардом Злоногом Баба бебом (Мелиха Факић 1. сезона/Радослава Мркшић 2. сезона) са којом се стално препире и расправља. У другој сезони серије представљен је више као породичан човек након повратка сестре Иванке и зета Илије из Немачке који чува сестричину (Секину) децу, али и даље има потребу за дектетивским послом.